# Cypripedium singchii
Cypripedium singchii är en orkidéart som beskrevs av Zhong Jian Liu och L.J.Chen. Cypripedium singchii ingår i släktet guckuskor, och familjen orkidéer. Inga underarter finns listade i Catalogue of Life.